# Acetazolamida
La acetazolamida es un inhibidor de la enzima anhidrasa carbónica y se usa en medicina como un diurético y en el tratamiento del glaucoma, epilepsia, hipertensión intracraneal benigna, mal de montaña, cistinuria y ectasia ductal. La acetazolamida está disponible en forma genérica. 

## Mecanismo de acción
El Acetab o acetazolamida es un potente inhibidor enzimático de la anhidrasa carbónica, que es la enzima que cataliza la reacción reversible de hidratación en ácido carbónico.
La acetazolamida es un derivado de la sulfamida.
Los efectos diuréticos de la acetazolamida se deben a su acción sobre la reacción de deshidratación reversible del dióxido de carbono y la deshidratación del ácido carbónico en el riñón, lo que resulta en una pérdida del anión bicarbonato (HCO3), eliminando agua, sodio y potasio. De este modo se produce una alcalinización de la orina y un aumento de la diuresis. Como resultado de esta alcalinización de la orina, se produce un incremento de la reabsorción del ion amoníaco NH3+, en los túbulos renales. También aumenta la eliminación de iones fosfato; el Calcio y el magnesio no se alteran. Como resultado se produce una acidosis metabólica con retención de iones cloruro.
La anhidrasa carbónica se encuentra en varios tejidos extrarrenales, entre ellos los ojos (disminuye la formación de humor acuoso), mucosa gástrica, páncreas, SNC y eritrocitos (aumenta el CO2 en los tejidos periféricos y disminuye en el gas espirado).
La acetazolamida bloquea la formación de CO2 y agua a partir de H+ y HCO 3. El resultado final es que el bicarbonato se excreta en la orina. Indirectamente, bloquea el transportador de sodio e hidrógeno en el túbulo proximal del riñón al disminuir la conversión intracelular de CO2 y agua en bicarbonato e hidrógeno, un ion empleado por el transportador del sodio y el hidrógeno para reabsorber sodio y agua a la luz tubular. Por tanto, tiene acciones natriuréticas y diuréticas además de eliminar bicarbonato en la orina. El exceso de agua y sodio en la luz del túbulo lleva a un exceso flujo que puede causar disfunción en otros transportadores en el túbulo.

## Empleo en Medicina
Es un polvo cristalino blanco o de un blanco ligeramente amarillento, diurético del tipo inhibidor de la anhidrasa carbónica, útil en el tratamiento de la retención de dióxido de carbono producida en las neumopatías crónicas, para disminuir la presión intraocular en el glaucoma, y, antiguamente, en el tratamiento del edema concomitante con cardiopatía. La acetazolamida sódica estéril (C4H5-N4NaO3S2) es una sustancia adecuada para uso parenteral, preparada a partir de la acetazolamida con ayuda de hidróxido sódico, que contiene entre un 95 y 110% de la cantidad indicada de acetazolamida.
El Acetab o acetazolamida está indicada para el tratamiento de: 
- edema por insuficiencia cardiaca congestiva
- edema de origen medicamentoso
- cuadros de retención hidrosalina
- glaucoma de ángulo abierto
- glaucoma cónico simple
- glaucoma secundario
- hipertensión endocraneana (disminuye el LCR)
- epilepsia (epilepsia tipo petit mal)
- enfermedad aguda de la montaña, también llamada mal de la montaña o mal de altura.
- parálisis periódica familiar.[4][6][2][7]
- glaucoma crónico simple o glaucoma secundario.

En el ojo, la acción inhibitoria de la acetazolamida dismnuye la secreción de humor acuoso y ocasiona una reducción de la presión intraocular. También es efectiva en el control de la secreción de fluidos y en el tratamiento de algunos desórdenes convulsivos. Puede tener utilidad como adyuvante en algunas disfunciones del sistema nervioso central como la epilepsia y en la provocación de la diuresis en casos de retención anormal de fluidos (como en el edema cardíaco).

## Reacciones adversas
Consisten en parestesias, acúfenos y otros trastornos de la audición, fiebre, dolor de garganta, anorexia, alteraciones del gusto y trastornos gastrointestinales como náusea, vómitos, diarrea, fatiga, somnolencia (sueño), confusión transitoria, depresión y ansiedad, que revierten al cesar el tratamiento. La acetazolamida también puede producir una acidosis metabólica, una alteración del balance electrolítico (por lo que se debe monitorizar los niveles de pH sanguíneo y el potasio para evitar la hipopotasemia), así como mareos, miopía transitoria, heces en melena, hematuria (sangre en la orina), dolor al orinar, coloración amarillenta de la piel u ojos, glucosuria, sarpullido (erupciones en la piel), insuficiencia hepática, parálisis flácida o convulsiones. En raros casos, pueden darse efectos secundarios típicos de sulfamidas como fiebre, discrasias sanguíneas, erupciones cutáneas, cristaluria o lesiones renales, así como reacciones severas a sulfamidas, como el síndrome de Stevens-Johnson, necrólisis epidérmica tóxica, necrosis hepática fulminante, agranulocitosis, anemia aplástica y otras discrasias sanguíneas.

En el embarazo no se han realizado estudios en humanos, pero sí en otros animales, los cuales han demostrado que pueden producir daño en el feto.

## Contraindicaciones
- Alergia a sulfamidas.
- Hiponatremia o hipotasemia avanzada.
- Acidosis hiperclorémica.
- Insuficiencia hepática grave. Cirrosis.
- Insuficiencia renal grave (FG <10 ml/min).
- Insuficiencia suprarrenal (enfermedad de Addison).
- Primer trimestre del embarazo.

## Interacciones
- Ácido acetilsalicílico: debe evitarse la asociación, puede desencadenarse una reacción tóxica potencialmente grave e incluso mortal.
- Antiepilépticos: puede producir osteomalacia y raquitismo graves en pacientes tratados con fenitoína, fenobarbital y primidona. También puede aumentar la concentración sérica de carbamazepina y reducir la de primidona.
- Ciclosporina: aumenta la concentración sérica de ciclosporina y la toxicidad renal.
- Litio: puede aumentar su excreción por acción de la acetazolamida. Sin embargo existen casos de intoxicación paradójica por litio.
- Anticolinesterásicos: posible empeoramiento de la debilidad muscular en pacientes con miastenia gravis tratados con anticolinesterásicos.
- Quinidina: puede disminuir la excreción de quinidina por aumentar el pH urinario y provocar efectos tóxicos.
- Timolol: precaución en pacientes con EPOC por el riesgo de acidosis.

## Precauciones
- Insuficiencia hepática o renal, nefrolitiasis: estos pacientes son más sensibles a las alteraciones de electrolitos. En pacientes con cirrosis puede precipitar encefalopatía.
- Diabetes mellitus: aumenta el riesgo de acidosis metabólica e hiperglucemia.
- EPOC o enfisema: el tratamiento a largo plazo puede originar un cuadro de acidosis en estos pacientes.
- Acidosis metabólica: los inhibidores de la anhidrasa carbónica pueden precipitar o agravar una acidosis preexistente.
- Gota: los inhibidores de la anhidrasa carbónica disminuyen la excreción de ácido úrico y pueden exacerbar la gota.
- Embarazo: categoría C de la FDA [Más datos]. Aunque no existen estudios específicos, se han descrito casos aislados de malformaciones en neonatos. No se recomienda su uso salvo circunstancias excepcionales.
- Lactancia: se excreta en la leche materna en bajas cantidades. Aunque es poco probable que tenga efectos importentes en el lactante, debe valorarse la relación riesgo/beneficio. La ficha técnica recomienda evitarlo.
- Pediatría: no presenta problemas especiales. Se acepta su uso.